# Okres Bratislava V
Der Okres Bratislava V ist ein Bezirk von Bratislava, der Hauptstadt der Slowakei, im äußersten Westen des Landes mit 118.097 Einwohnern (2007) auf einer Fläche von 94 km² und umfasst folgende ehemals selbstständigen Dörfer:
Seit 1919 Teil der Slowakei:
- Petržalka (Engerau)

Seit 1947 Teil der Slowakei:
- Jarovce (Kroatisch-Jahrndorf)
- Rusovce (Karlburg) mit Schloss Karlburg
- Čunovo (Sarndorf)

Im Westen grenzt der Bezirk an Österreich, im Süden an Ungarn und, getrennt durch die Donau, im Osten und Norden an die Bratislavaer Bezirke Bratislava I und Bratislava II sowie an den Okres Senec. Bratislava V umfasst genau den Bratislavaer Brückenkopf und damit die Gesamtheit der slowakischen Gebiete, die rechts der Donau liegen.

## Bevölkerung
| Jahr                | 1994    | 2004    | 2014    | 2024    |
| ------------------- | ------- | ------- | ------- | ------- |
| Anzahl der Personen | 130.503 | 119.441 | 111.001 | 121.843 |
| Unterschied         |         | −8,47 % | −7,06 % | +9,76 % |

| Jahr                | 2023    | 2024    |
| ------------------- | ------- | ------- |
| Anzahl der Personen | 122.048 | 121.843 |
| Unterschied         |         | −0,16 % |